# Дудник Роман Олексійович
Рома́н Олексі́йович Ду́дник — солдат Збройних Сил України, учасник російсько-української війни, що загинув у ході російського вторгнення в Україну в 2022 році.

## Життєпис
Роман Дудник народився в місті Валки на Харківщині. У 2020 році був призваний до Збройних сил України Валківським РВК. Служив на контрактній основі, мав військову посаду гранатометника механізованого відділення. З початком повномасштабної російської агресії перебував на передовій. Загинув 19 квітня 2022 року під Лозовою. Чин прощання з Романом Дудником відбувся 3 травня 2022 року в рідних Валках на вулиці Богдана Хмельницького. Похований на кладовищі міста Валки.

## Родина
У загиблого залишилося троє дітей.

## Нагороди
- Орден «За мужність» III ступеня (2022, посмертно) — за особисту мужність і самовіддані дії, виявлені у захисті державного суверенітету та територіальної цілісності України, вірність військовій присязі[3].